# Prisma (Dardust)
Prisma è un singolo del musicista italiano Dardust, pubblicato il 27 settembre 2019 come primo estratto dal quarto album in studio S.A.D. Storm and Drugs.

## Descrizione
Si tratta del primo brano che l'artista ha composto durante il suo viaggio a Edimburgo nel corso del 2018. Il titolo è stato scelto in quanto rappresenta «simbolo della creatività e della musica che mi ha salvato, strappandomi da un buco nero nel quale ero finito, creando una versione migliore di me».
Il 15 maggio 2020 è stata resa disponibile una nuova versione del brano, intitolata Prisma Dolce Vita e realizzata con la partecipazione del rapper francese Lord Esperanza.

## Tracce
Testi di Dardust e John Bernard Wilson, musiche di Dardust.
1. Prisma – 4:07

## Formazione
Hanno partecipato alle registrazioni, secondo le note di copertina di S.A.D. Storm and Drugs:
Musicisti
- Dardust – arrangiamento, pianoforte, programmazione, voce, elettronica, arrangiamento strumenti ad arco e ottoni
- Vanni Casagrande – programmazione aggiuntiva
- Stefano Riva – voce
- Carlo Emanuele Patti – arrangiamento strumenti ad arco e ottoni, primo violino, viola
- Isabel Gallego – secondo violino
- Andrea Anzalone – violoncello
- Fabio Longo – contrabbasso
- Andrea Baroldi – tromba, flicorno soprano
- Alessio Nava – trombone, trombone basso

Produzione
- Dardust – produzione, registrazione
- Matteo Cantaluppi – missaggio
- Francesco Donadello – mastering
- Vanni Casagrande – produzione aggiuntiva
- Carlo Emanuele Patti – registrazione strumenti ad arco e ottoni
- Stefano Riva – produzione aggiuntiva